# Tchibanga
Tchibanga je grad u Gabonu, glavni grad Nyange, najjužnije provincije države. Leži u ravničarskom dijelu oskudne vegetacije na rijeci Nyanga, udaljena 85 km od obale Atlantika i 60-ak km od granice s Republikom Kongo.
U gradu i okolici, uz domaće stanovništvo, živi i zamjetan broj izbjeglica iz Republike Kongo, a UNHCR ima svoje urede u gradu. Poljoprivreda je glavna djelatnost, posebice uzgoj manioke.
Prema popisu iz 1993. godine, Tchibanga je imala 14.054 stanovnika.